# Henrik Andersson (Badminton)
Henrik Andersson (* 19. Januar 1977) ist ein schwedischer Badmintonspieler.

## Karriere
Henrik Andersson gewann nach mehreren nationalen und internationalen Erfolgen im Nachwuchsbereich 2002 seinen ersten schwedischen Titel bei den Erwachsenen, dem drei weitere bis 2005 folgten. 1996 siegte er bei den Czech International, 1998 bei den Welsh International und 1999 bei den Iceland International. 2001 wurde er mit dem BC Eintracht Südring Berlin deutsche Mannschaftsmeister.

## Sportliche Erfolge
| Saison    | Veranstaltung                     | Disziplin    | Platz | Name |
| --------- | --------------------------------- | ------------ | ----- | --- |
| 1990/1991 | Schweden: Einzelmeisterschaft U15 | Herrendoppel | 1     | Henrik Andersson / Björn Logius (Hjo / Wätterstad) |
| 1990/1991 | Schweden: Einzelmeisterschaft U15 | Mixed        | 1     | Henrik Andersson / Sunniva Aminoff (Hjo / Askim) |
| 1991/1992 | Schweden: Einzelmeisterschaft U17 | Herreneinzel | 1     | Henrik Andersson (Falan) |
| 1993/1994 | Schweden: Einzelmeisterschaft U19 | Mixed        | 1     | Henrik Andersson / Kristin Nilsson (Askim) |
| 1993/1994 | Schweden: Einzelmeisterschaft U19 | Herrendoppel | 1     | Henrik Andersson / Björn Logius (Askim / Wätterstad) |
| 1994/1995 | Schweden: Einzelmeisterschaft U19 | Mixed        | 1     | Henrik Andersson / Anna Lundin (Askim / Västra Frölunda) |
| 1994/1995 | Schweden: Einzelmeisterschaft U19 | Herrendoppel | 1     | Henrik Andersson / Björn Logius (Askim / Wätterstad) |
| 1995      | Junioren-Europameisterschaft      | Mixed        | 3     | Henrik Andersson / Anna Lundin |
| 1995      | Junioren-Europameisterschaft      | Herrendoppel | 3     | Henrik Andersson / Bjoern Logius |
| 1996      | Czech International               | Herrendoppel | 1     | Johan Tholinsson / Henrik Andersson |
| 1998      | Welsh International               | Mixed        | 1     | Henrik Andersson / Marina Andrievskaia |
| 1999      | Iceland International             | Herrendoppel | 1     | Fredrik Bergström / Henrik Andersson |
| 1999      | Weltmeisterschaft                 | Herrendoppel | 33    | Henrik Andersson / Frederik Bergstrom |
| 2000/2001 | Deutsche Mannschaftsmeisterschaft | Mannschaft   | 1     | BC Eintracht Südring Berlin (Vladislav Druzchenko, Karina de Wit, Rikard Magnusson, Lotte Jonathans, Jyri Aalto, Anja Weber, Peter Axelsson, Catrine Bengtsson, Jens Eriksen, Henrik Andersson, Bram Fernardin, Torsten Ost) |
| 2001      | Weltmeisterschaft                 | Herrendoppel | 17    | Henrik Andersson / Frederik Bergström |
| 2001/2002 | Schweden: Einzelmeisterschaft     | Herrendoppel | 1     | Henrik Andersson / Fredrik Bergström (Västra Frölunda / IFK Umeå) |
| 2002/2003 | Schweden: Einzelmeisterschaft     | Herrendoppel | 1     | Henrik Andersson / Fredrik Bergström (IFK Umeå) |
| 2002/2003 | Deutsche Mannschaftsmeisterschaft | Mannschaft   | 2     | BC Eintracht Südring Berlin (Vladislav Druzchenko, Rikard Magnusson, Jyri Aalto, Peter Axelsson, Jens Eriksen, Henrik Andersson, Bram Fernardin, Torsten Ost, Karina de Wit, Lotte Jonathans, Anja Weber, Catrine Bengtsson) |
| 2003      | Weltmeisterschaft                 | Herrendoppel | 33    | Henrik Andersson / Frederik Bergström |
| 2003/2004 | Schweden: Einzelmeisterschaft     | Herrendoppel | 1     | Henrik Andersson / Fredrik Bergström (IFK Umeå) |
| 2004/2005 | Schweden: Einzelmeisterschaft     | Herrendoppel | 1     | Henrik Andersson / Ola Molin (IFK Umeå) |
| 2005      | Finnish International             | Herrendoppel | 1     | Henrik Andersson / Frederik Bergström |
| 2005      | Swedish International Stockholm   | Herrendoppel | 2     | Frederik Bergström / Henrik Andersson |